# (9942) 1989 TM1
(9942) 1989 TM1 — астероїд головного поясу, відкритий 8 жовтня 1989 року.
Тіссеранів параметр щодо Юпітера — 3,377.